# Itoplectis triannulata
Itoplectis triannulata là một loài tò vò trong họ Ichneumonidae.